# Томас Дохерти
Томас Ентони Доерти (енгл. Thomas Anthony Doherty; Единбург, 21. април 1995) шкотски је глумац и певач, познат по својим улогама Шона Метјуза у мјузикл серији Хотел, Харија Куке у филмској франшизи Наследници и Макса Вулфа у рибуту Трачара.

## Приватни живот
Доерти је од децембра 2016. до октобра 2020. године био у вези са својом колегиницом Дав Камерон из филмова Наследници.

## Филмографија
| Година     | Српски наслов               | Оригинални наслов | Улога           | Напомене                           |
| ---------- | --------------------------- | ----------------- | --------------- | ---------------------------------- |
| 2013.      | Дракула                     |                   | уличар          | епизода: „Слуга двојици господара” |
| 2016–2017. | Хотел                       |                   | Шон Метјуз      | главна улога                       |
| 2017.      | Наследници 2                |                   | Хари Кука       | телевизијски филм                  |
| 2017.      | Под морем: Прича Наследника |                   | Хари Кука       | кратки филм                        |
| 2018.      | Н/Д                         |                   | Зандер          | филм                               |
| 2019.      | Катарина Велика             |                   | Петр Завадовски | 1. епизода                         |
| 2019.      | Наследници 3                |                   | Хари Кука       | телевизијска серија                |
| 2019–2020. | Потомци                     |                   | Себастијан      | споредна улога                     |
| 2020.      | Н/Д                         |                   | Лијам Шокрос    | 3 епизоде                          |
| 2021–2023. | Трачара                     |                   | Максимус Вулф   | главна улога                       |
| 2022.      | Позивница за пакао          |                   | Волтер          | филм                               |